# スケリドサウルス
スケリドサウルス（Scelidosaurus、'四肢の爬虫類'の意）は、中生代ジュラ紀前期（約1億9,650万 ~ 1億8,300万年前）のヨーロッパに生息していた恐竜の属の一つ。剣竜下目や曲竜下目を含む装盾亜目の初期群、スケリドサウルス科に属する。

## 形態
全長は約4m。スケリドサウルス科では最大級となる。どっしりとした胴体には骨質の装甲が発達し、背面には板状の骨板及び2列のスパイクが規則的に並ぶ。また体側と尾の下面には多数のスパイク列、首の背面には3本のスパイクを持つ装甲板が一対存在する。装甲のため胴体の重量があり、また前肢の作りが頑丈であったことから、四足歩行性であったとされる。頭骨は比較的小さい。また歯は非常に貧弱で、口先が幅の狭い嘴状になっているのも特徴的。恐らく地表近くの柔らかい植物を選択的に採食していたものと思われる。

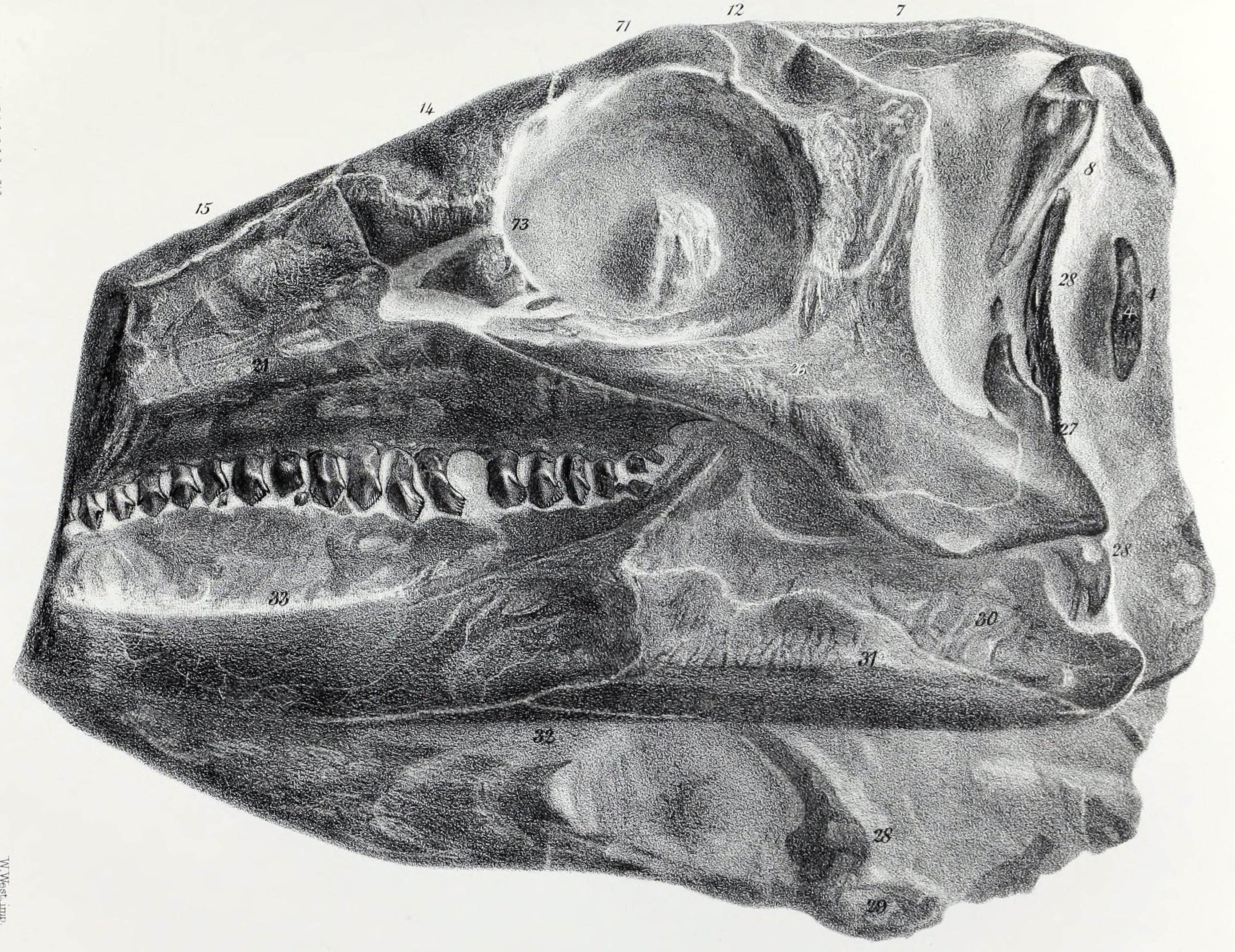
頭骨スケッチ。記載者リチャード・オーウェンによる。
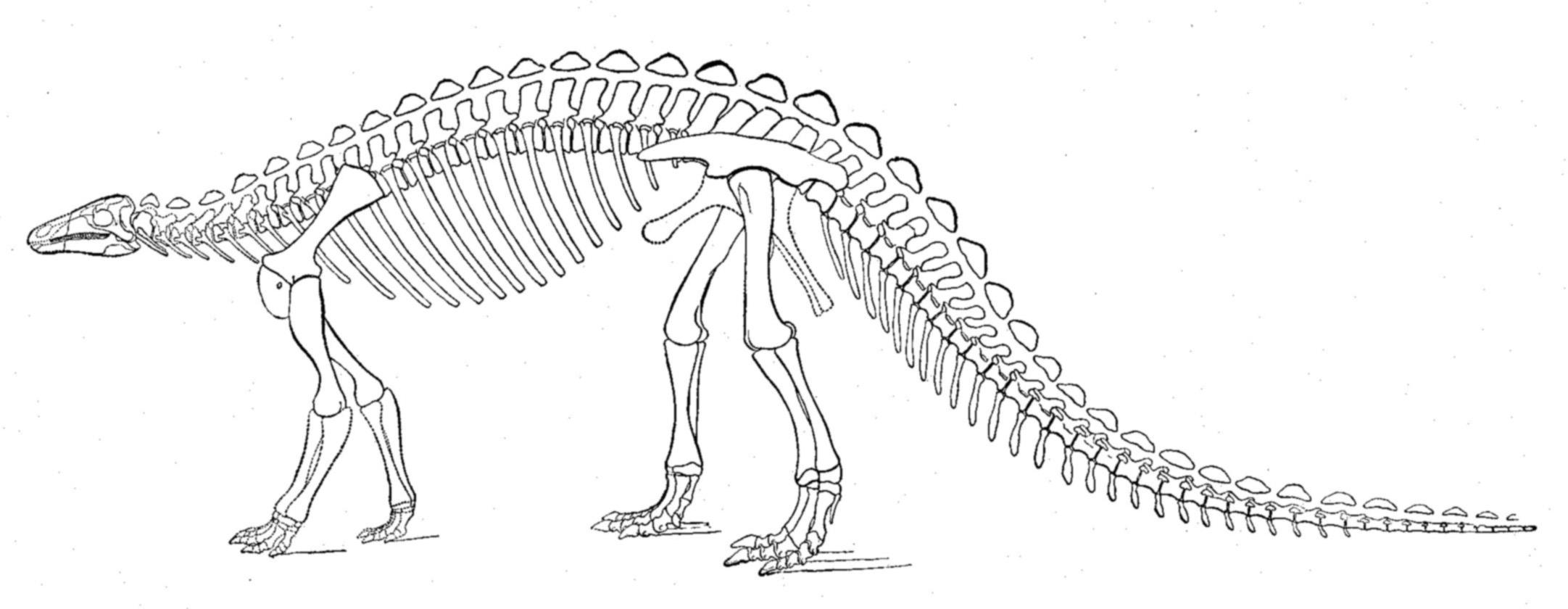
骨格図。オスニエル・チャールズ・マーシュによる。
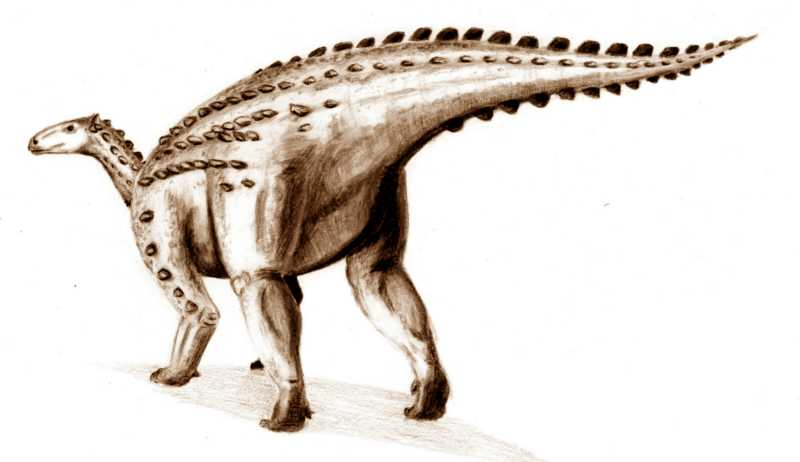
想像図
人との大きさ比較